# Marly (Friburgo)
Marly (antiguamente en alemán Mertenlanch) es una comuna suiza del cantón de Friburgo, situada en el distrito de Sarine. Limita al norte con las comunas Villars-sur-Glâne y Friburgo, al este con Pierrafortscha, al sur con Villarsel-sur-Marly y Ependes, al suroeste con Arconciel, y al oeste con Hauterive.